# The Trial (film)
The Trial (Frans: Le Procès) is een Franse dramafilm uit 1962 onder regie van Orson Welles. De film is gebaseerd op de gelijknamige roman uit 1925 van Duitstalige auteur Franz Kafka. 

## Verhaal
De klerk Joseph K. wordt 's morgens gewekt door een man die hem vertelt dat hij onder arrest staat. Men vertelt evenwel niet waarom hij wordt gearresteerd. Tevergeefs tracht hij erachter te komen waarvan hij wordt beschuldigd.

## Rolverdeling
| Acteur             | Personage       |
| ------------------ | --------------- |
| Anthony Perkins    | Josef K.        |
| Orson Welles       | Albert Hastler  |
| Jeanne Moreau      | Marika Bürstner |
| Romy Schneider     | Leni            |
| Elsa Martinelli    | Hilda           |
| Suzanne Flon       | Juffrouw Pittl  |
| Madeleine Robinson | Mevrouw Grubach |
| Akim Tamiroff      | Block           |